# Jake Cody
Jake Cody (Rochdale, 1989) è un giocatore di poker inglese.
È entrato nella storia del poker nel 2011, essendo divenuto il terzo giocatore di sempre ad aver vinto un titolo WSOP, uno WPT ed uno EPT. Condivide il primato (chiamato in inglese "triple crown", in italiano "tripla corona") con Gavin Griffin, Roland de Wolfe e Bertrand Grospellier.
Cody ha infatti conquistato la tappa EPT di Deauville nel gennaio 2010, il WPT London Poker Classic nel settembre dello stesso anno, e il braccialetto WSOP nel $25.000 Heads Up No Limit Hold'em Championship alle WSOP 2011.
Alle World Series of Poker Europe 2011 ha chiuso al 7º posto al tavolo finale del Main Event.
Ha recitato nella sit-com americana Zack e Cody.